# تكربن

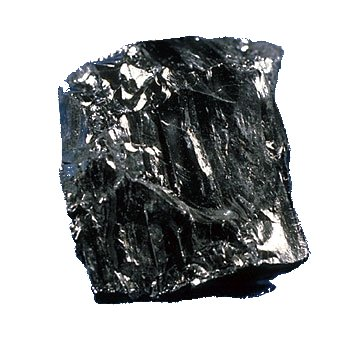

التكربن هو عبارة عن تحول المواد العضوية إلى كربون أو ترسبات تحتوي على كربون عن طريق التحلل الحراري أو التقطير الإتلافي. تنتج عندما تترك الأنسجة المتحللة خلفها آثاراً من الكربون. وتُبنى الأنسجة الحية من مركبات الكربون وعناصر كيميائية أخرى. وعندما تتحلل الأنسجة إلى مكوناتها الكيميائية فإن معظم هذه الكيميائيات تختفي. وفي حالة التكربن تبقى طبقة رقيقة من غشاء كربوني بشكل الكائن. ومن خلال الكربنة تم حفظ أسماك ونباتات وكائنات ذات أجسام طرية بتفاصيل دقيقة جدًا. عملية التكربن يتم فيها تحول الانسجة النباتية مثل الكرابتيولايت وبعض الحيوانات مثل المفصليات والأسماك إلى كربون ويحصل نتيجة تطاير مكوناتها من الهيدروجين والأوكسجين والنيتروجين وهي محتوياتها الأصلية وبالتالي سوف يتركز الكربون على شكل طبقة رقيقة تعكس الشكل العام للكائن المتحلل.